# Sisimiut
Sisimiut (dánul: Holsteinsborg) város Grönland délnyugati részén Kitaa (Nyugat-Grönland) megyében. Sisimiut egyben a község székhelye. A második legnagyobb város Grönlandon.
75 km-re fekszik északra az északi sarkkörtől és ez a legészakabbra lévő jégmentes kikötő.
A község magában foglalja Itilleq és Sarfannguaq városait is. Ott található még Kangerlussuaq települése, ahol Grönland legnagyobb repülőtere található.

## Külső hivatkozások
- Sisimiut önkormányzata
- Sisimiut Portalen
- KalaK

1. ↑  Statbank Greenland. (Hozzáférés: 2020. február 12.)